# Jedert
Jedert je žensko osebno ime.

## Izvor imena
Ime Jedert je različica ženskega imena Jera.

## Pogostost imena
Po podatkih Statističnega urada Republike Slovenije je bilo na dan 31. decembra 2007 v Sloveniji število ženskih oseb z imenom Jedert: 26.

## Osebni praznik
Osebe z imenom Jedert godujejo takrat kot osebe z imenom Jera.